# 鎌田強
鎌田 強（かまた つよし、1954年〈昭和29年〉8月11日 - ）は、日本のアナウンサー。アナウンス講師。元北海道放送（HBC）テレビ本部編成局エグゼクティブアナウンサー。秋田県南秋田郡昭和町（現・潟上市）出身。秋田県立秋田南高等学校、東洋大学法学部経営法学科卒業。

## 略歴
- 1977年 北海道放送（HBC）入社（編成局アナウンス部）
- 1978年3月 釧路放送局
- 1982年8月 編成局アナウンス部（再任）
- 1996年 テレビ制作部プロデューサー
- 1998年 北見放送局長
- ラジオ制作部長
- 2005年4月 編成局アナウンス部長
- 2006年7月 企画事業局担当局部長・事業部長
- 2009年7月 営業局営業部長・大阪支社長
- 2011年6月29日 テレビ本部編成局エグゼクティブアナウンサー[3]
- 2014年 定年退職、以後嘱託としてHBCに勤務[2]
- 2020年 アールサッポロアナウンスアカデミー代表　アナウンス講師も務める

## 人物・エピソード
- 1982年、地方民間放送共同制作協議会（火曜会）制作の『飛び出せ!全国DJ諸君』でグランプリを受賞して一躍注目を浴びた。以後同社の看板アナウンサーの一人としてテレビ・ラジオ双方で活躍した。時折、ラジオのワイド番組では自身の出身地である秋田弁で話すこともあった。また、1983年5月26日に発生した日本海中部地震の際は、偶然にも妻の出産に合わせ秋田に帰省しており、現地から緊急報告を行っている[注釈 1]。
- ラジオ制作部長時代の2003年、HBCとして20年ぶりとなるラジオドラマを『勝亦蓮 北のサムライ』の枠内で制作し演出を担当した[4]。
- 「北海道鎌ちゃん会」というファンクラブがある[5]。
- TBSのアナウンサー安住紳一郎は、かま／たつよし、と勘違いしていた[6]。

## 担当番組

### テレビ
- テレビ一番星
- ザ・ベストテン（北海道地区担当追っかけマン）
- ビッグモーニング（北海道地区レポーター）

### ラジオ

#### 現在の出演番組
- スマイルさっぽろリターンズ　HBCラジオ　毎月第2.4月曜日9時35分～9時45分※気分上昇ワイド ナルミッツ!!!内

#### 釧路放送局在籍時（1978年3月 - 1982年8月）
- パンチ・1404釧路ですオハヨウ - 毎週月曜早朝に放送。
- 釧路市民の時間
- LPランド
- QLタイム釧路からこんにちは
- まつだワイワイプレゼント
- 十条ドッキリ生放送

#### 本社アナウンス部在籍時（1982年8月 -）
- ハロードライバー（1985年4月 - 1988年9月）[1]
- ベストテンほっかいどう（1985年4月 - 1987年3月、1988年4月 - 9月）[1]
- ぽっぷん王国 → ぽっぷん王国ミュージックスタジアム（1986年11月 - 1992年3月）
- 決定!全日本歌謡選抜
- 鎌田強のラジオ一番通り
- 鎌田強のあっぱれワイド
- スーパーToday
- 鎌ちゃんるみちゃんのサタデーナイトも遊ばないと!（2005年10月 - 2006年3月）
- 医学随想（最末期）
- ura-ユリ (2011年10月 -2012年9月29日 )
- 生島ヒロシのおはよう一直線 - 毎週水曜日5:55および6:25ローカル枠内のニュース・天気予報担当。
- 朝刊さくらい - 毎週水曜日7時台のニュース担当。
- おぢさんツインカム!!（2012年7月7日 - 2013年3月）[7]

#### フリーアナウンサー時（2020年 - ）
- きょうは、円山動物園　HBCラジオ　[8]
- 阪急交通社プレゼンツ　オーシャンビュースイートルームに泊まる美ら島沖縄20景の旅（2024年10月6日　J:COM）※ナレーター[9]